# Eurois nigra
Eurois nigra là một loài bướm đêm trong họ Noctuidae.